# Jimmy Banks
Jimmy Banks (Milwaukee, 2 september 1964 – Milwaukee, 26 april 2019) was een Amerikaans voetballer die speelde als verdediger.

## Biografie

### Clubcarrière
Na zijn studies aan de Universiteit van Wisconsin–Milwaukee ging hij in 1987 aan de slag bij de Milwaukee Wave die uitkwamen in de American Indoor Soccer Association. Hij zou er blijven voetballen tot 1993.

### Interlandcarrière
Banks maakte in 1986 zijn debuut voor het Amerikaans voetbalelftal. In 1990 maakte Banks deel uit van de Amerikaanse selectie op het WK voetbal in Italië. Banks mocht aantreden in 2 groepswedstrijden. De VS verloor zijn drie poulewedstrijden en werd dan ook in de eerste ronde uitgeschakeld. Banks speelde zijn 36e en laatste interland voor de VS in 1991.